# 어벤져스: 하나가 된 영웅들
《어벤져스: 하나가 된 영웅들》(영어: The Avengers: United They Stand)은 미국 폭스 키즈 채널에서 방영된 TV 애니메이션 시리즈로, 마블 코믹스의 어벤저스를 주인공으로 하는 작품이다.

## 성우진

### 주연
- 린다 밸런타인 - 재닛 밴다인 / 와스프
- 토니 대니얼스 - 클린트 바튼 / 호크아이, 아리에스, 아쿠아리우스, 브루타쿠스
- 그레이엄 할리 - 에드윈 자비스
- 레이 랜드리 - 레이먼드 시코스키
- 캐럴린 라슨 - 컴퓨터
- 스타브룰라 로고테티스 - 완다 막시모프 / 스칼렛 위치
- 해미시 매큐언 - 사이먼 윌리엄스 / 원더맨
- 제리 멘디시노 - 코닐리어스 밴런트 / 타우루스
- 마틴 로치 - 샘 윌슨 / 팔콘
- 론 루빈 - 비전
- 존 스토커 - 울트론
- 로드 윌슨 - 행크 핌
- 마이클 야무시 - 아나운서
- 리노어 잰 - 그리어 그랜트 넬슨 / 타이그라

### 조연
- 데니스 아키야마 - 크리스 존슨
- 필립 에이킨 - 아투마
- 올리버 베커 - 칼 크릴 / 업소빙맨
- 웨인 베스트 - 스코피오
- 노맨드 비소넷 - 메이너드 티볼트 / 링마스터
- 댄 샤므루아 - 스티브 로저스 / 캡틴 아메리카
- 콘래드 코츠 - 렘넌트 리더
- 롭 카원 - 프레드 마이어스 / 부메랑
- 카를로스 디아스 - 토드 알리스 / 타이거 샤크
- 프랜시스 디어카우스키 - 토니 스타크 / 아이언맨
- 폴 에생브르 - 자크 듀케인 / 소즈맨
- 나이절 헤이머 - 남성 제미니
- 켄 크레이머 - 정복자 캉
- 로버트 래티머 - 일라이어스 스타 / 에그헤드
- 줄리 러뮤 - 여성 제미니
- 스티븐 우이멧 - 니컬러스 스크래치
- 수전 로먼 - 칼라 소픈 / 문스톤, 드래곤플라이
- 테이트 로즈웰 - 앤드루 윌슨
- 앨런 로열 - 그림 리퍼
- 엘리자베스 셰퍼드 - 애거사 하크니스
- 필립 셰퍼드 - 제모 남작
- 라울 트루히요 - 네이머
- 피터 와일드먼 - 도널드 클렌데넌 - 카디널
- 피터 윈드럼 - 데이비드 캐넌 / 월윈드